# Anacleto López Morales
Anacleto López Morales (Victoria de Durango, Durango, 13 de noviembre de 1884 - Zacatecas, Zacatecas, 19 de febrero de 1970) fue un militar mexicano que alcanzó el grado de general de división en el Ejército Mexicano.

## Carrera militar

### Revolución mexicana
En 1910, se sumó al levantamiento armado contra el gobierno de Porfirio Díaz, incorporándose al cuerpo de carabineros de Coahuila bajo el mando del general Pablo González Garza. Su destacada participación durante la Revolución mexicana incluyó el servicio en la escolta del general y en la 9.ª brigada. En 1911, formó parte de la brigada de Carlos Osuna de León y, en febrero de 1913, mantuvo su lealtad al gobierno de Francisco I. Madero durante la Decena Trágica. Posteriormente, tras el asesinato de Madero, se unió al movimiento armado el 21 de marzo con una fracción del 2.º cuerpo de carabineros de Coahuila en la División del Norte, oponiéndose al gobierno de Victoriano Huerta.

### Guerra Cristera y Rebelión Escobarista
Desempeñó un papel crucial para poner fin al movimiento cristero en Zacatecas y Durango, obteniendo victorias significativas en la Batalla del Cerro del Capulín y la Batalla del Cañón de Juchipila. Asimismo, fue responsable de la captura o perecimiento de destacados líderes cristeros como Perfecto Castañón, Antonio Ramírez "El mano negra" y Dámaso Barraza. El 25 de mayo de 1927 ordenó el fusilamiento del párroco posteriormente canonizado Cristóbal Magallanes Jara y su vicario Agustín Caloca Cortés acusados de sostener la rebelión cristera en Totatiche.
El 2 de abril de 1929, alcanzó el grado de general de división debido a su destacada participación en la supresión de la Rebelión escobarista.

### Comandos Operativos y premios
A lo largo de su carrera militar fue jefe del estado mayor en la Brigada Alfredo Elizondo (1912-1916) y posteriormente sirviendo en el 8.º Regimiento de caballería (1916 a 1918). Participó en diversas jefaturas de operaciones militares, incluyendo la 11.ª (1929 a 1931), la 7.ª (1932), la 31ª zona militar (1935) y finalmente, la 25ª zona militar en Puebla.
El 2 de junio de 1948 recibió la Condecoración de Perseverancia de Primera Clase. 

## Vida personal
Contrajo matrimonio con Socorro Bretón y tuvo un hijo, Constantino Anacleto López Bretón.
El 19 de febrero de 1970, falleció en Zacatecas.

## En la cultura popular
Se compusieron diversos corridos en su honor y sus batallas. Entre los más destacados se encuentra Tragedia de los voluntarios de Santiago Papasquiaro, que relata la Batalla del Cerro del Capulín, donde las fuerzas federales comandadas por López salieron victoriosas sobre los cristeros en el cerro homónimo. Otro corrido notable es el Corrido de López y Castañón, que aborda la ejecución del coronel Perfecto Castañón, ordenada por el propio militar.